# Bhavnagar
Bhavnagar o Bhaunagar (gujarati ભાવનગર, hindi भावनगर, és una ciutat de l'Índia al Gujarat, capital abans del principat de Bhavnagar i modernament del districte de Bhavnagar. És la sisena ciutat del Gujarat en nombre d'habitants, i segons el cens del 2001 la població era de 510.958 habitants.

## Història
Vegeu: Principat de Bhavnagar

## Llocs interessants
- Temple Takhteshwar
- Palau Nilambag Palace
- Costa de Ghogha (a 22 km)
- Parc Victoria
- Nava Bandar (Nou Port)
- Biblioteca Barton
- Darbargadh
- Ganga Deri (Ganga Jalia Talav)
- Llac Gaurishankar (Bor Talav)
- Monument a Gandhi
- Aksharwadi
- Piram Bet, coves amb fòssils